# Casearia olivacea
Casearia olivacea är en videväxtart som beskrevs av Herman Otto Sleumer. Casearia olivacea ingår i släktet Casearia och familjen videväxter. Inga underarter finns listade i Catalogue of Life.